# Toyoda Sakichi
Toyoda Sakichi (豊田 佐吉?; Kosai, 14 febbraio 1867 – Kosai, 30 ottobre 1930) è stato un inventore e imprenditore giapponese, chiamato anche "Re degli inventori giapponesi", considerato il padre della rivoluzione industriale del suo paese. Fondatore della Toyota Industries, da cui deriverà l'attuale multinazionale Toyota, grazie all'opera successiva del figlio Kiichirō.